# Zenei Szemle
Zenei Szemle – Temesváron 1917–1929 közt megjelent havi folyóirat a zenetudomány és hangversenyélet köréből. 1947-ben újraindították Budapesten, Zenei Szemle címen élt 1950-ig, 1950-től Új Zenei Szemle.

## Története
1922-ig a Temesvári Zenebarátok Társaságának, azután a Szatmári Zenekedvelők Egyesületének is hivatalos lapja volt, 1926–28 között Budapest–Temesvár helymegjelöléssel, 1928–29-ben Budapesten jelent meg. Járosy Dezső szerkesztette, budapesti szerkesztőként Wagner József neve van feltüntetve az impresszumon.
Cikkeiben, kritikáiban nyomon követte az erdélyi, főképp a bánsági zenei élet eseményeit, tanulmányai a magyar (és közelebbről az erdélyi) zene történetének számos mozzanatával foglalkoztak. Közölt benne Bartók Béla, Guttmann Miklós, Haják Károly, Hubay Jenő, Járosy Dezső, Kadosa Pál, Kelen Hugó, Kodály Zoltán, Lajtha László, Lakatos István, Molnár Antal, Szabolcsi Bence, Tóth Aladár. Mellékleteként jelentek meg Major Ervin Három tévesen Liszt Ferencnek tulajdonított kompozícióról és Bihari műveinek tematikus katalógusa, Sztankó Béla: A lőcsei tabulatúrás könyv choreái c. dolgozatai. Egy-egy számát jeles magyar zeneszerzők munkásságának szentelte, így volt Mihalovich Ödön-száma (1917/10), Hubay Jenő-száma (1918/1), Dohnányi Ernő-száma (1926/10–11). Kottamellékletként 1927-ben kiadta Kodály Zoltántól a Kelemen kőmíves balladáját, 1928-ban Bartók Béla népdalfeldolgozásait, 1929-ben Kodály Süket sógor című gyermekkarra írt művét. E lap hasábjain jelentek meg Mayer Ker. János zenekritikái.
1947-ben Budapesten újraindították, új folyamának első (1–8.) száma Bartók-szám volt, benne Prahács Margit gyűjtése (Bartók Béláról idegen nyelven megjelent cikkek és tanulmányok jegyzéke címmel). Mellékleteként jelentették meg Bartha Dénes Magyar zenepolitikai feladatok az 1948-as szabadságévre c. cikkét.